# Neffiès
Neffiès település Franciaországban, Hérault megyében. Lakosainak száma 1018 fő (2022. január 1.). Neffiès Cabrières, Caux, Fontès, Roujan és Vailhan községekkel határos.

## Népesség
A település népességének változása:
| Lakosok száma | 632  | 563  | 620  | 819  | 1044 | 1058 | 1056 | 1039 | 1030 | 1018 |
|               | 1968 | 1982 | 1990 | 2006 | 2013 | 2015 | 2017 | 2019 | 2020 | 2022 |